# Lucia Albano
Lucia Albano (San Benedetto del Tronto, 11 de febrero de 1965) es una política italiana.

## Biografía
Albano fue candidata a la cámara de diputados en las elecciones generales de Italia de 2018 como miembro de Hermanos de Italia. El 22 de octubre de 2020 tomó el lugar de Francesco Acquaroli en la cámara de diputados, quien renunció por incompatibilidad al ser elegido presidente de la Región de Marcas.

### Vida personal
Está casada y tiene dos hijos.